# Phtheochroa fulvicinctana
Phtheochroa fulvicinctana is een vlinder uit de familie bladrollers (Tortricidae). De wetenschappelijke naam is voor het eerst geldig gepubliceerd in 1893 door Constant.
De soort komt voor in Europa.